# Shuichi Sakai
Shuichi Sakai (酒井 崇一 Sakai Shuichi?), född 13 maj 1996 i Kumamoto prefektur, är en japansk fotbollsspelare.
Sakai började sin karriär 2019 i Roasso Kumamoto.